# Wykeham (Scarborough)
Wykeham est un village et une paroisse civile du Yorkshire du Nord, en Angleterre.